# 青のじゅもん
「青のじゅもん」（あおのじゅもん）は、Kiroroの4枚目のシングル。1999年2月24日発売。発売元はビクターエンタテインメント。

## 解説
- 1996年に「長い間」とのカップリングでインディーズ・シングルが発売されていた曲。

## 収録曲
全編曲:重実徹
1. 青のじゅもん
  - （作詞：玉城千春・長浜幸路　作曲：玉城千春・金城綾乃）
2. 春の風
  - TBS系ドラマ『愛の劇場 家族になろうよ!』主題歌
  - （作詞・作曲：玉城千春）
3. 青のじゅもん （オリジナル・カラオケ）
  - （作曲：玉城千春・金城綾乃）
4. 春の風 （オリジナル・カラオケ）
  - （作曲：玉城千春）